# Рыбакова, Александра Яковлевна
Александра Яковлевна Рыбако́ва (1920—2014) — советский режиссёр-документалист.

## Биография
Родилась 20 марта 1920 года в деревне Ольгино (ныне Клепиковский район,Рязанская область). Отец, Яков Саввич Зайцев (4 ноября 1891 — 28 ноября 1937, расстрелян), дивинтендант (начальник мобилизационного отдела) Наркомата лёгкой промышленности СССР. Мать, Анисья Тимофеевна Зайцева (в девичестве Кузнецова, род. 12 января 1888), сельская учительница.
В 1938 поступила во ВГИК на режиссёрский факультет (мастерская С. М. Эйзенштейна, Л. В. Кулешова).
Окончила ВГИК в 1948 году. Работала на ЦСДФ режиссёром киножурналов, событийных выпусков и документальных фильмов; специализировалась на спортивной тематике. Среди киножурналов — множество выпусков «Новости дня» (в 1950—1989 «Хроника наших дней»), «Советский спорт», «Пионерия», «По СССР», «Советский воин».
Умерла 7 апреля 2014 года. Похоронена рядом с мужем и сыном в Москве на Новодевичьем кладбище (участок № 8).

## Награды
- Ленинская премия (1980) — за фильм «Битва за Берлин» в документальной киноэпопее «Великая Отечественная» (1979),
- фильмы отмечались премиями МКФ.

## Семья
- муж — кинорежиссёр А. М. Рыбаков
- сын — режиссёр-документалист М. А. Рыбаков (1941—2008).

## Фильмография

### Документальные фильмы
- 1951 — На первенство СССР по баскетболу
- 1952 — Открытие футбольного сезона в Москве
- 1953 — Международные встречи футболистов СССР и Австрии (1 часть: Товарищеские встречи советских и шведских футболистов. 2 часть: Товарищеское состязание сборной команды Чехословакии и Москвы по футболу; Состязания футболистов СССР — Индия: На первенство Европы
- 1954 — Советские конькобежцы в Японии; Соревнования сильнейших легкоатлетов Европы; Велогонка мира
- 1955 — Чемпионы мира по футболу в Москве; Французская парламентская делегация в СССР; Международные соревнования по плаванию; Франция — СССР (Футбол. Международная встреча сборных команд); Международные соревнования по лёгкой атлетике в Москве; Совещание глав правительств 4-х держав закончило свою работу; Пребывание премьер-министра Республики Индии Джавахарлала Неру в …; Москва встречает Н. А. Булганина и Н. С. Хрущёва
- 1956 — Олимпийский матч; Парламентская делегация Греции в СССР; Праздник юности (II-й фестиваль молодёжи Центрального телеграфа СССР)
- 1957 — Стартует молодость; Пою моё отечество…; Наши олимпийцы; Крепнет советско-чехословацкая дружба
- 1958 — Матч легкоатлетов СССР — США;Гости из Непала ; Королева Бельгии Елизавета в СССР; Футбол Англия — СССР
- 1959 — Глазами современника; Наша дружба на века! (Партийно-правительственная делегация СССР в Народной Республике Албании); Мы любим спорт; 1-е Мая в Москве; Президент Гвинейской Республики в Советском Союзе; Выдающийся борец за мир; Великая победа советской науки
- 1960 — Это было в Скво-Вэлли; В сердце Европы ; А. И. Микоян в Норвегии; Н. С. Хрущёв в Индонезии; Разоружение — путь к миру; Япония в борьбе; Пять колец над Римом
- 1961 — На лыжне в Кавголово; Под знаменем марксизма-ленинизма. Спецвыпуск № 10
- 1962 — Мяч над сеткой
- 1963 — Пусть всегда будет дружба; Во имя мира и социализма
- 1964 — На старте миллионы; Советские парламентарии в Индонезии; Моя Магнитка
- 1965 — Сердечные встречи на советской земле; Большой баскетбол; Когда в Милане пели по-русски; Конголезские гости на Советской земле
- 1966 — Встреча в Ташкенте; Президент Франции — гость СССР; Парламентарии Швеции в СССР; Хоккей-66; Крепнет советско-афганская дружба
- 1967 — Парад и демонстрация на Красной площади; Дни болгарской культуры ; Мстислав Ростропович; Хоккей, Вена-67; На пороге второго столетия
- 1968 — Олимпийский Гренобль
- 1973 — Время побед — время поражений
- 1976 — Товарищ депутат
- 1978 — Гимнастика: олимпийские надежды
- 1979 — Спорт Страны Советов; Битва за Берлин (киноэпопея «Великая Отечественная»)
- 1980 — Организация торгового обслуживания на играх XXII Олимпиады
- 1981 — Волейбол. Олимпиада-80
- 1983 — Время Спартакиады (совместно с M. А. Рыбаковым); Смотр дружбы и братства
- 1984 — Советская Армия. Командир взвода
- 1985 — Майские звезды. Специальный выпуск; Парламентарии Тунисской Республики в СССР; С дружеским визитом; СССР — Ливия: взаимопонимание, сотрудничество
- 1986 — С рабочим визитом; Здесь жил и работал Ленин; Делегация парламента Мальты в СССР
- 1987 — Визит парламентариев Швеции в Советский Союз; Наедине с высотой
- 1988 — Шёл человек через поле
- 1990 — Встреча на Эльбе; Там, где закончилась война

### Киножурналы

#### «Новости дня»
- Новости дня № 40 (1950)
- Новости дня № 51 (1950)
- Новости дня № 17 (1951)
- Новости дня № 25 май (1953)
- Новости дня № 17 март (1954)
- Новости дня № 47 август (1954)
- Новости дня № 62 ноябрь (1954)
- Новости дня № 66 ноябрь (1954)
- Новости дня Празднование 39-й годовщины Великого Октября в Москве (1956)
- Новости дня Спецвыпуск (Празднование 1-го мая) (1956)
- Новости дня № 19 (1958)
- Новости дня № 39 (1958)
- Новости дня № 42 (1958)
- Новости дня № 44 (1958)
- Новости дня № 47 (1958)
- Новости дня № 41 (1959)
- Новости дня № 14 (1961)
- Новости дня № 22 (1961)
- Новости дня № 51 (1961)
- Новости дня № 02 (1962)
- Новости дня № 04 (1962)
- Новости дня № 07 (1962)
- Новости дня № 18 (1962)
- Новости дня № 26 (1962)
- Новости дня № 34 (1962)
- Новости дня № 37 (1962)
- Новости дня № 40 (1962)
- Новости дня № 52 (1962)
- Новости дня № 03 (1964)
- Новости дня № 05 (1964)
- Новости дня № 07 (1964)
- Новости дня № 09 (1964)
- Новости дня № 11 (1964)
- Новости дня № 13 (1964)
- Новости дня № 16 (1964)
- Новости дня № 21 (1964)
- Новости дня № 24 (1964)
- Новости дня № 27 (1964)
- Новости дня № 15 (1974)
- Новости дня № 23 (1974)
- Новости дня № 27 (1974)
- Новости дня № 34 (1974)
- Новости дня № 37 (1974)
- Новости дня № 39 (1974)
- Новости дня № 46 (1974)
- Новости дня № 03 (1975)
- Новости дня № 10 (1975)
- Новости дня № 47 (1975)
- Новости дня № 08 (1976)
- Новости дня № 12 (1976)
- Новости дня № 16 (1976)
- Новости дня № 18 (1976)
- Новости дня № 35 (1976)
- Новости дня № 39 (1976)
- Новости дня № 42 (1976)
- Новости дня № 02 (1977)
- Новости дня № 05 (1977)
- Новости дня № 09 (1977)
- Новости дня № 11 (1977)
- Новости дня № 13 (1977)
- Новости дня № 23 (1977)
- Новости дня № 35 (1977)
- Новости дня № 03 (1980)
- Новости дня № 05 (1980)
- Новости дня № 12 (1980)
- Новости дня № 16 (1980)
- Новости дня № 21 (1980)
- Новости дня № 30 (1980)
- Новости дня № 03 (1982)
- Новости дня № 06 (1982)
- Новости дня № 12 (1982)
- Новости дня № 30 (1982)
- Новости дня № 35 (1982)
- Новости дня № 39 (1982)
- Новости дня № 42 (1982)
- Новости дня № 48 (1982)
- Новости дня № 16 (1983)
- Новости дня № 18 (1983)
- Новости дня № 44 (1983)
- Новости дня № 46 (1983)

#### «Хроника наших дней» (ХНД)
- Хроника наших дней № 17 (1984)
- Хроника наших дней № 20 (1984)
- Хроника наших дней № 04 (1985)
- Хроника наших дней № 05 (1985)
- Хроника наших дней № 16 (1985)
- Хроника наших дней № 20 (1985)
- Хроника наших дней № 24 (1985)
- Хроника наших дней № 38 (1985)
- Хроника наших дней № 45 (1985)
- Хроника наших дней № 02 (1986)
- Хроника наших дней № 10 (1986)
- Хроника наших дней № 19 (1986)
- Хроника наших дней № 22 (1986)
- Хроника наших дней № 26 (1986)
- Хроника наших дней № 31 (1986)
- Хроника наших дней № 03 (1987)
- Хроника наших дней № 07 (1987)
- Хроника наших дней № 12 (1987)
- Хроника наших дней № 12 (1988)
- Хроника наших дней № 03 (1989)
- Хроника наших дней № 24 (1989)

#### «Советский спорт»
- Советский спорт № 07 (1951)
- Советский спорт № 10 (1951)
- Советский спорт № 12 (1951)
- Советский спорт № 04 (1952)
- Советский спорт № 08 (1952)
- Советский спорт № 11 (1952)
- Советский спорт № 03 (1953)
- Советский спорт № 08 (1953)
- Советский спорт № 09 (1953)
- Советский спорт № 12 (1953)
- Советский спорт № 01 (1955)
- Советский спорт № 05 (1955)
- Советский спорт № 07 (1955)
- Советский спорт № 09 (1955)
- Советский спорт № 15 (1955)
- Советский спорт № 02 (1956)
- Советский спорт № 04 (1956)
- Советский спорт № 06 (1956)
- Советский спорт № 10 (1956)
- Советский спорт № 03 (1961)
- Советский спорт № 05 (1961)
- Советский спорт № 90 (1961)
- Советский спорт № 10 (1961)
- Советский спорт № 03 (1963)
- Советский спорт № 10 (1965)
- Советский спорт № 04 (1967)
- Советский спорт № 06 (1967)
- Советский спорт № 07 (1980)

#### «Советский воин»
- Советский воин № 03 (1980)
- Советский воин № 12 (1980)
- Советский воин № 01 (1981)
- Советский воин № 08 (1984)
- Советский воин № 03 «…Кто же, если не я?» (1989)

#### «По Советскому Союзу»
- По Советскому Союзу № 23 (1966)
- По Советскому Союзу № 38 (1967)
- По Советскому Союзу № 56 (1969)
- По Советскому Союзу № 88 (1972)
- По Советскому Союзу № 117 (1974)
- По Советскому Союзу № 160 (1979)

#### «Страна Советская»
- Страна Советская № 06 (1965)
- Страна Советская N05 (1967)
- Страна Советская № 01 (1968)

#### «Советское кино»
- Советское кино N03 (1965)
- Советское кино № 13 (1968)

#### «Пионерия»
- Пионерия № 9. (1952)
- Пионерия № 12 (1958)

#### «Московская кинохроника»
- Московская кинохроника — № 1. (1956)

#### «Искусство»
- Искусство № 6 (1957)

#### «Интертрейнинг»
- Интертрейнинг № 1. (1991)
- Интертрейнинг. Выпуск № 2. (1991)
- Интертрейнинг. Выпуск № 3 «Курс: рыночная экономика». (1991)
- Интертрейнинг выпуск № 4. Взаимовыгодные контакты. (1991)
- Интертрейнинг выпуск № 5. К культурному мировому рынку. Междунаро … (1992)